# آئومی

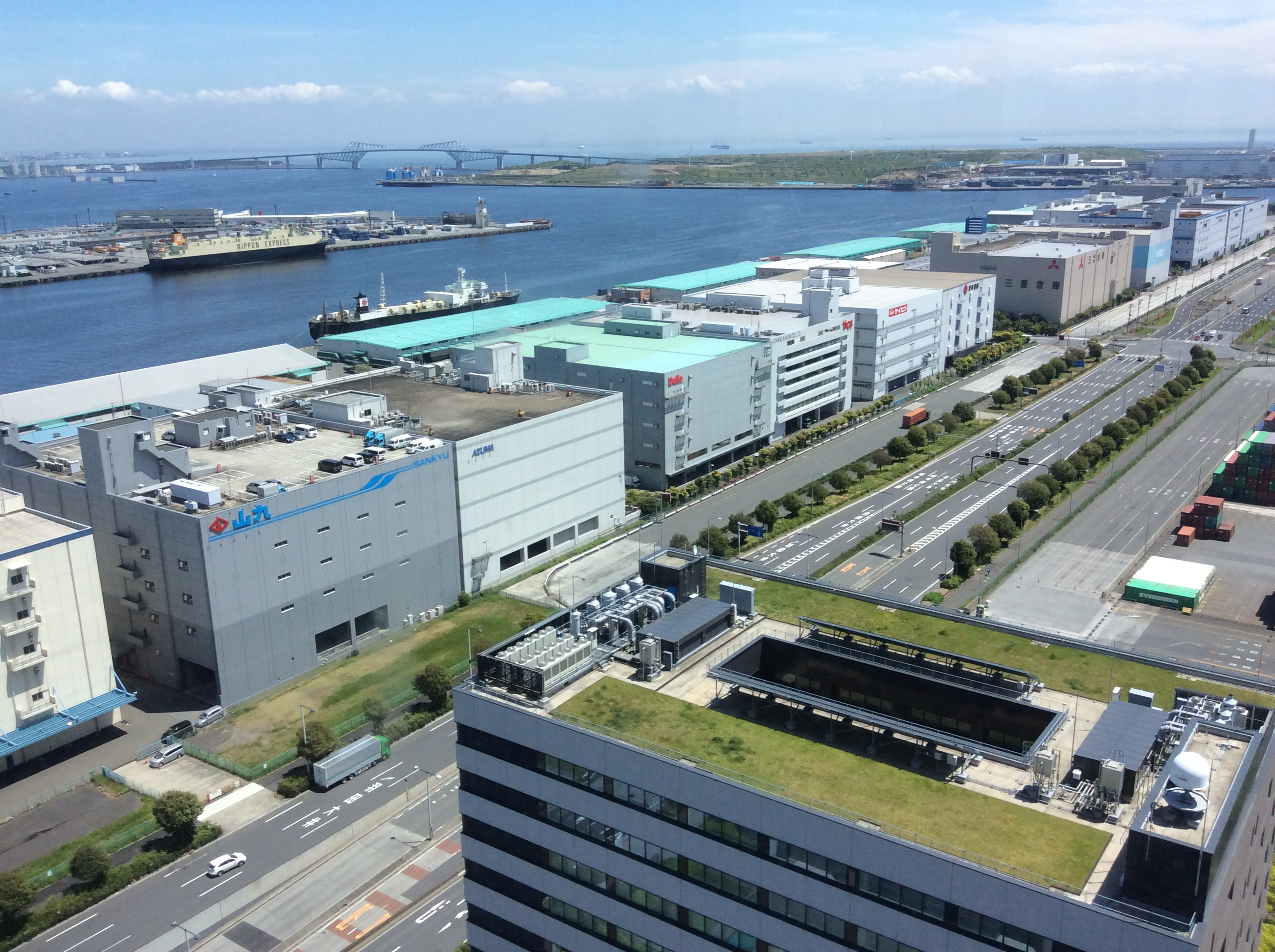
منظره آئومی

آئومی (به ژاپنی: 青海 Aomi)، منطقه ای در کوتو-کو، توکیو، ژاپن است. زیرمجموعه‌های آن شامل آئومی ۱، ۲، ۳ و ۴ چومه است. آئومی بخشی از خلیج توکیو است. بسیاری از امکانات مهم مانند موزه میرائیکان در آئومی واقع شده‌است.